# Fuentenava de Jábaga
Fuentenava de Jábaga là một đô thị trong tỉnh Cuenca, cộng đồng tự trị Castile-La Mancha Tây Ban Nha. Đô thị này có diện tích là 133,09 ki-lô-mét vuông, dân số năm 2009 là 534 người với mật độ 4,01 người/km². Đô thị này có cự ly km so với tỉnh lỵ Cuenca.